# Izïa
Izïa Higelin (París, 24 de septiembre de 1990) más conocida como Izia, es una cantante y actriz francesa. Publicó su primer EP en 2006 y su álbum debut, Izia, salió al mercado en junio de 2009, alcanzando la posición #31 en las listas de éxitos de su país. Ha registrado varias apariciones en producciones cinematográficas francesas como Saint-Amour, Samba y Mune: El guardián de la luna.

## Vida y carrera
Izïa nació en París el 24 de septiembre de 1990. Es hija de Jacques Higelin, un famoso cantautor francés, y de Aziza Zakine, una bailarina y corista de ascendencia tunecina. Desde pequeña empezó a mostrar interés por la música pop británica. A los trece años se convirtió en fanática de agrupaciones de rock como Nirvana y Led Zeppelin. Por ese entonces ya había escrito su primera canción, "Hey Bitch", la cual fue incluida años más tarde en su primer disco.
Un año después conoció al bajista Antoine Toustou y realizó su primera presentación en vivo en 2004. Seis meses después logró consolidar una formación más estable. Abandonó sus estudios a los quince años para desarrollar una carrera musical plenamente.
En 2006, Izïa publicó su primer EP y al año siguiente ya se encontraba compartiendo escenario con Iggy & the Stooges en el festival musical Printemps de Bourges. Se embarcó más adelante en una gira por Francia, presentándose en cerca de treinta escenarios. El 8 de junio de 2009, su álbum debut homónimo fue publicado en su país natal. En algunas reseñas, el sonido del disco fue comparado al de Janis Joplin.

## Discografía

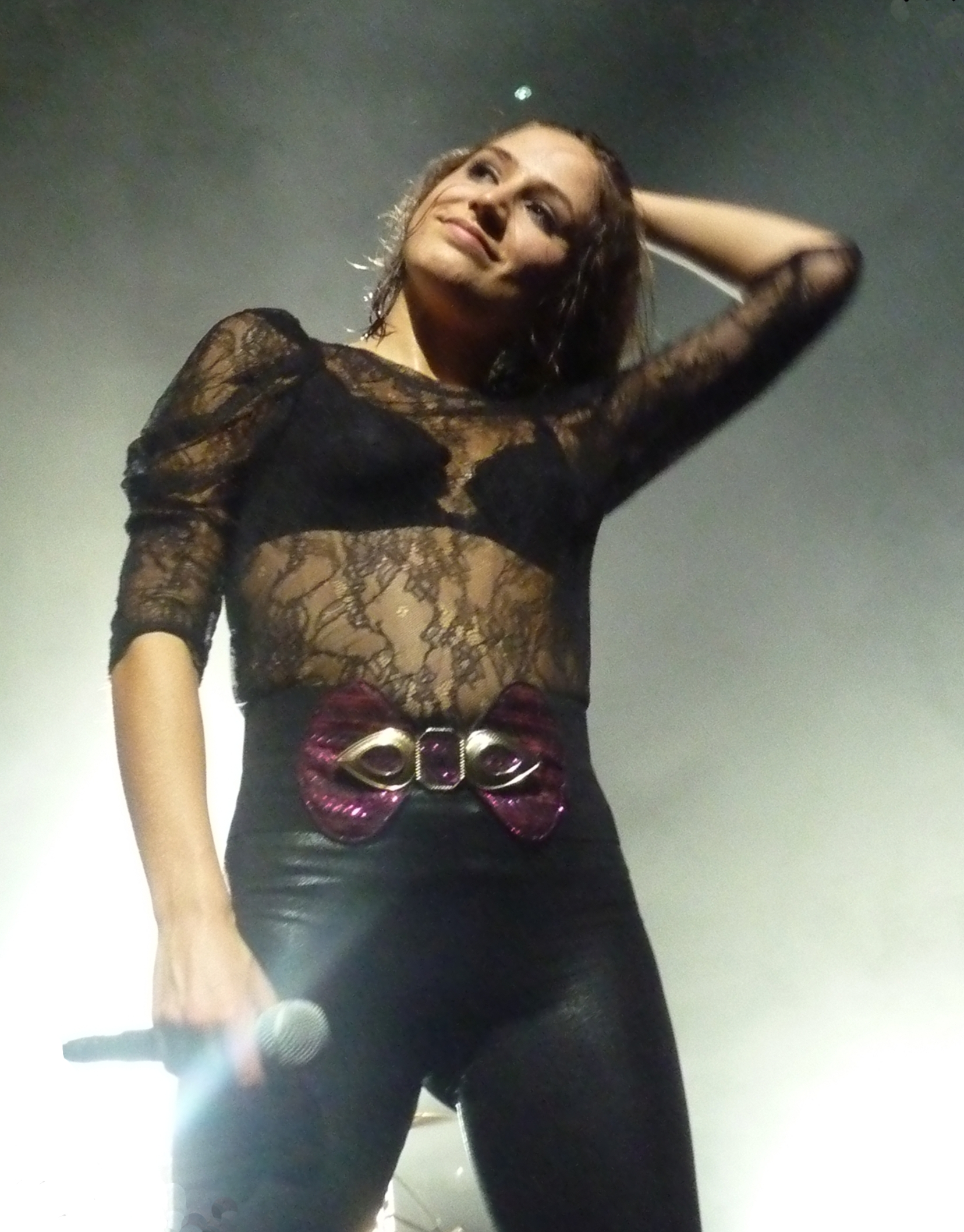
Izïa en vivo en 2010.

### Estudio
| Año  | Álbum           | Posición en listas | Posición en listas | Certificación |
| Año  | Álbum           | FR                 | BEL (Wa)           | Certificación |
| ---- | --------------- | ------------------ | ------------------ | ------------- |
| 2009 | Izia            | 24                 | –                  |               |
| 2011 | So Much Trouble | 10                 | 96                 |               |
| 2015 | La Vague        | 13                 | 52                 |               |

### Sencillos
| Año  | Álbum             | Posición en listas | Sencillos       |
| Año  | Álbum             | FR                 | Sencillos       |
| ---- | ----------------- | ------------------ | --------------- |
| 2009 | "So Much Trouble" | 84                 | So Much Trouble |
| 2009 | "La Vague"        | 80                 | La Vague        |

## Filmografía
| Año  | Título                       | Papel           | Director                           | Notas                                                     |
| ---- | ---------------------------- | --------------- | ---------------------------------- | --------------------------------------------------------- |
| 2012 | Mauvaise Fille               | Louise          | Patrick Mille                      | Ganadora del César a la mejor revelación femenina en 2013 |
| 2014 | Samba                        | Manu            | Olivier Nakache Eric Toledano      |                                                           |
| 2014 | Fils de                      |                 | Hervé P. Gustave                   |                                                           |
| 2014 | Mune: El guardián de la luna | Glim (voz)      | Alexandre Heboyan Benoît Philippon |                                                           |
| 2015 | Summertime                   | Delphine        | Catherine Corsini                  |                                                           |
| 2016 | Saint-Amour                  |                 | Benoît Delépine Gustave de Kervern |                                                           |
| 2017 | Rodin                        | Camille Claudel | Jacques Doillon                    |                                                           |
| 2022 | Incompatibles 2              | Alice           | Louis Leterrier                    |                                                           |